# Llista de federacions esportives de l'Azerbaidjan
Aquest article és la llista de les federacions esportives de la República de l'Azerbaidjan.

## Llista
- Associació de Federacions de Futbol de l'Azerbaidjan
- Federació d'Atletisme de l'Azerbaidjan
- Federació de Bàdminton de l'Azerbaidjan
- Federació de Bàsquet de l'Azerbaidjan
- Federació de Boxa de l'Azerbaidjan
- Federació de Ciclisme de l'Azerbaidjan
- Federació d'equitació de l'Azerbaidjan
- Federació d'Escacs de l'Azerbaidjan
- Federació d'espases de l'Azerbaidjan
- Federació de futbol de platja de l'Azerbaidjan
- Federació d'Handbol de l'Azerbaidjan
- Federació de Gimnàstica de l'Azerbaidjan
- Federació de l'halterofília de l'Azerbaidjan
- Federació de Judo de l'Azerbaidjan
- Federació d'esports d'hivern de l'Azerbaidjan
- Federació de navegació a vela de l'Azerbaidjan
- Federació de natació de l'Azerbaidjan
- Federació de Tir de l'Azerbaidjan
- Federació de Tir amb arc de l'Azerbaidjan
- Federació de Taekwondo de l'Azerbaidjan
- Federació de Tennis de l'Azerbaidjan
- Federació de Voleibol de l'Azerbaidjan
- Federació de Ping-pong de l'Azerbaidjan